# Коваленко Олег Миколайович (офіцер)
Оле́г Микола́йович Ковале́нко (нар. 5 лютого 1980 — 16 лютого 2016) — підполковник СБУ, учасник російсько-української війни.

## Життєпис
Народився 1980 року в місті Лохвиця Полтавської області. Закінчив сучасну лохвицьку гімназію № 1, Харківський університет Повітряних Сил імені Івана Кожедуба, Кіровоградську льотну академію Національного авіаційного університету.
Військовий льотчик. Після скорочення льотного штату проходив службу як начальник стройової частини, 299-та бригада тактичної авіації. Останнім часом працював в органах СБУ.
У зону бойових дій виїжджав у відрядження, був військовим контррозвідником, 1-й резервний батальйон НГУ.
Загинув 16 лютого 2016 року під час виконання бойового завдання в зоні проведення бойових дій у Донецькій області.
18 лютого 2016-го похований у Лохвиці з військовими почестями.
Без Олега лишилися батьки, сестра, дружина.
На його честь названо вулицю в Лохвиці (колишня Рози Люксемберг), на якій він народився, встановлена меморіальна дошка на будівлі Лохвицької гімназії № 1.

## Нагороди
8 нагород, з них —
- Нагрудний знак «За відвагу» (СБУ)
- Медаль «10 років сумлінної служби» (СБУ)